# Moh Yoon Sook
Moh Yoon Sook (5 de marzo de 1920 - 7 de junio de 1990; Coreano: 모윤숙) es una afamada poetisa coreana.

## Biografía
Cuando era joven formaba parte de un círculo de amigos en el que también estaba el supuesto agente secreto Kim Soo-im. Aunque Moh Yoon Sook es foco de admiración e investigaciones de la crítica en Corea, es poco conocida en el extranjero.
Su sobrenombre es Yeongun. Nació en Wonsan, Hamgyeongnam-do, el 5 de marzo de 1910. Fue a la escuela femenina Hamheung Yeongsaeng, a la escuela femenina Hosudon y se graduó de la Universidad Femenina Ewha en literatura. Fue profesora en las escuelas secundarias femeninas Jiando Myeongsin y Baewha, y fue periodista en los medios de prensa Samcheollisa y Joongang. En 1940 fue detenida por haber escrito los poemas "Hija de Joseon" (Joseonui ttal) y "Este ser vivo" (I saengmyeong). Después de que Corea se independizó de Japón, se mantuvo activa en la literatura como en otros campos. Participó en la Asamblea General de la ONU en 1948 como representante de Corea; también asistió a la creación de la división coreana del Club Internacional Pen, ocupando después varios puestos. Murió el 7 de junio de 1990.

## Obra
Su primera poesía, a menudo criticada por dejarse llevar por la emotividad y el sentimentalismo, está marcada por agudas descripciones de la pasión reprimida a través de imágenes directas y nítidas. Su obra, sin embargo, aunque sin duda es valiente, enérgica y en ocasiones rebosante, no está siempre dirigida a una sola figura amada; el objeto de este fluir de emociones es a menudo la nación coreana. Su intenso y en ocasiones frustrado patriotismo ramifica en los temas de la historia, el territorio nacional, la naturaleza y los asuntos provinciales. En 1940 seguía muy involucrada en publicaciones y en escribir, pero como muchos de sus contemporáneos, tuvo que adaptar sus obras a las orientaciones políticas de Japón. Bajo el opresivo régimen colonial, empezó gradualmente a escribir poesía pura, una poesía lírica sin referencias políticas, sociales o históricas. Sin embargo, después de la liberación dio rienda suelta de nuevo a sus impulsos patrióticos y compuso obras muy inspiradoras festejando la conciencia nacionalista del periodo.

## Obras en coreano (lista parcial)
Recopilaciones  de poesía
- Un territorio brillante (Binnaneun Jiyeok)
- El pasador de jade (Okbinyeo)
- La tormenta (Pungnang)
- Paisajes (Jeonggyeong)
- Las características naturales (Pungto)
- Nongae
- Antología de poemas de Moh Yoon Sook
- Palabras de los soldados muertos (Gukguneun jugeoso malhanda)

## Premios
- Premio Nacional al Ciudadanos Destacado
- Premio de Artes
- Premio Literario de la Independencia del 1 de marzo